# شکل کمان

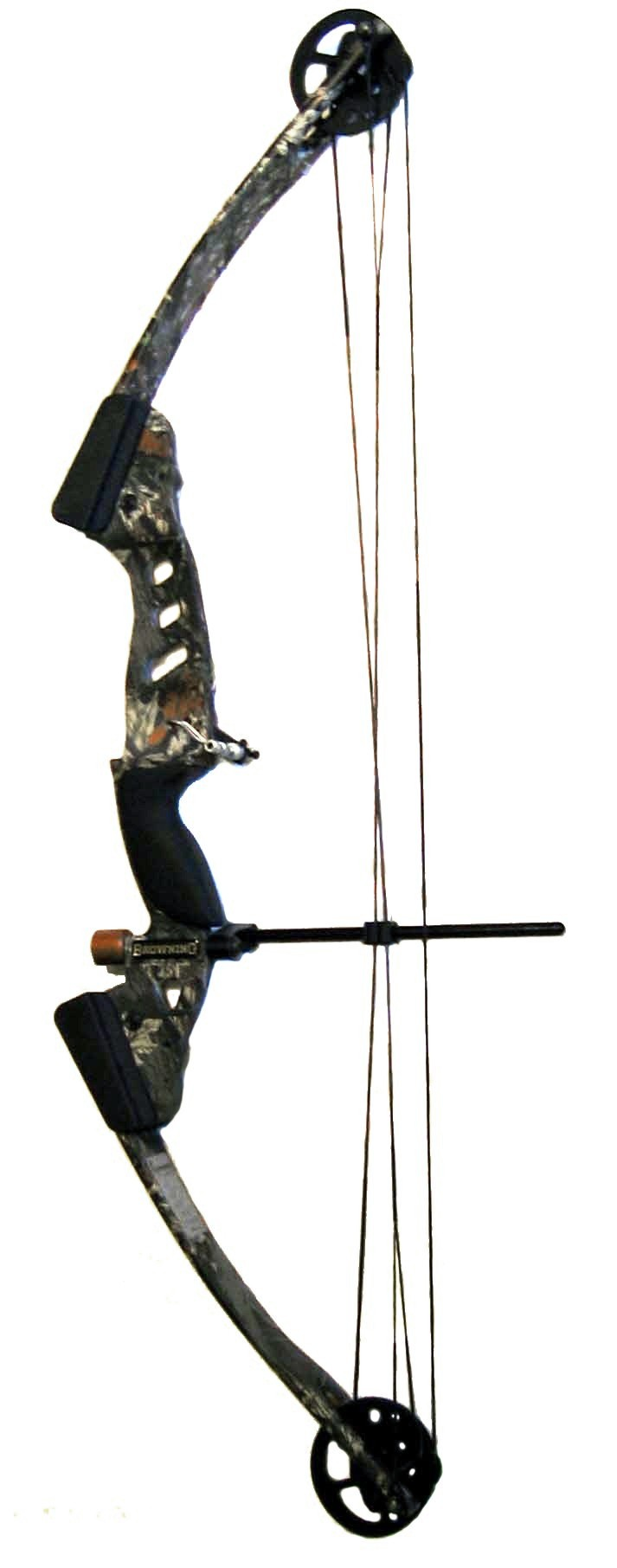
یک کمان ترکیبی پیشرفته

در تیراندازی با کمان، شکل کمان معمولاً به صورت نمای کناری در نظر گرفته می‌شود. این محصول رابطه پیچیده تنشهای مادی است که توسط یک کماندار طراحی شده‌است. این شکل، با مشاهده اندام‌ها، برای در نظر گرفتن ساخت مواد، کارکرد مورد نیاز و استفاده مورد نظر از کمان طراحی شده‌است.

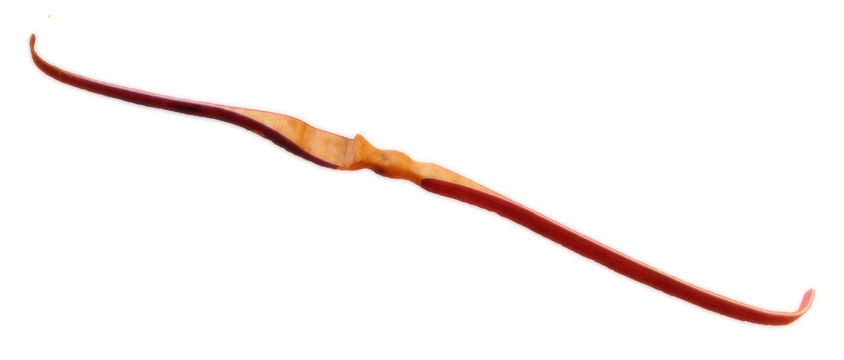
یک کمان برگشتی ساده چپ‌دست که در دست راست نگه داشته می‌شود. این یک تکه است، با اندام‌های صاف ساخته‌شده از فایبرگلاس چند لایه، و یک دسته کنده‌کاری‌شده